# Šipikovo
Šipikovo (cyr. Шипиково) – wieś w Serbii, w okręgu zajeczarskim, w mieście Zaječar. W 2011 roku liczyła 383 mieszkańców.